# Hãn quốc Krym
Hãn quốc Krym, tự gọi là Ngôi vương Krym và Desht-i Kipchak, và trong thuật chép sử và địa lý châu Âu gọi là Tiểu Tartary, là một nhà nước Tatar Krym tồn tại từ năm 1441 đến năm 1783, là hãn quốc Turk tồn tại lâu dài nhất kế thừa đế chế của Hãn quốc Kim Trướng. Nhà nước do Hacı I Giray thành lập vào năm 1441, được cho là thể chế kế thừa trực tiếp của Hãn quốc Kim Trướng và của Desht-i-Kipchak.
Năm 1783, vi phạm Hiệp định Küçük Kaynarca với Ottoman, Đế quốc Nga sáp nhập hãn quốc. Trong số các cường quốc châu Âu, chỉ có Pháp bày tỏ kháng nghị công khai chống lại hành động này, do liên minh Pháp-Ottoman lâu năm.

## Tên gọi và địa lý

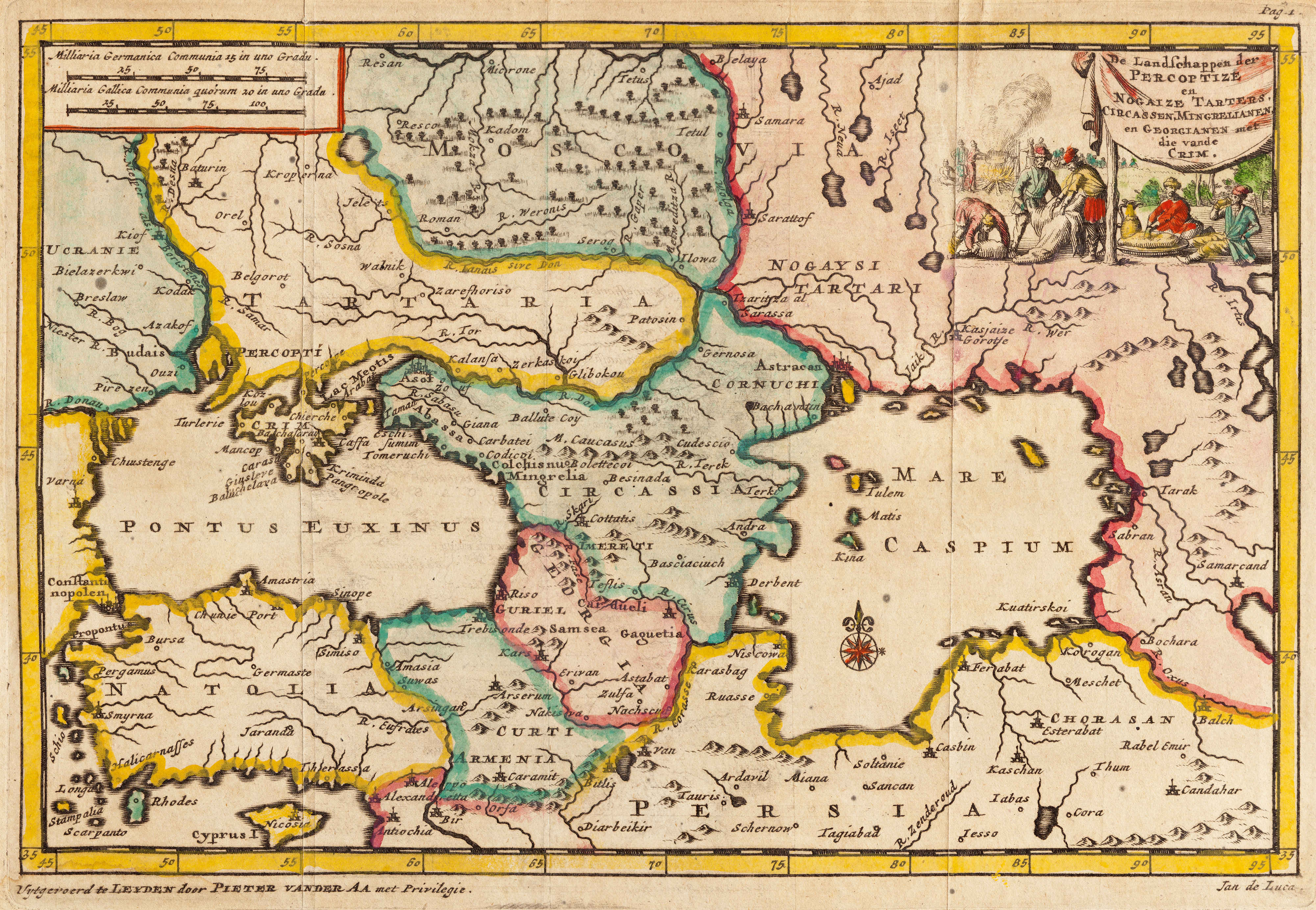
Bản đồ Hãn quốc Krym của Pieter van der Aa, 1707

Các hãn của Krym cho rằng nhà nước của họ là lực lượng kế thừa và nối tiếp hợp pháp của Hãn quốc Kim Trướng và Desht-i Kipchak, tự gọi họ là các hãn của "Đại Trướng, Đại Quốc và ngôi vương Krym". Tước hiệu đầy đủ của các hãn Krym được sử dụng trong các văn kiện chính thức và thư từ với các quân chủ ngoại quốc có sự khác biệt đôi chút trong ba thế kỷ hãn quốc này tồn tại, như sau: "Nhờ ân sủng và giúp đỡ của vị Chúa tể được phù hộ và tối cao, padishah vĩ đại của Đại Trướng, và Đại Quốc, và ngôi vương Krym, và toàn thể người Nogai, và người Circassia sơn cước, và người Tat và người Tavgach, và thảo nguyên Kipchak và toàn thể người Tatar".
Theo Oleksa Hayvoronsky, cư dân người Tatar Krym trong Hãn quốc Krym thường gọi nhà nước của mình là "Qırım yurtu, Crimean Yurt", có thể dịch là "quốc gia Krym".
Các nhà văn tiếng Anh vào thế kỷ 18 và đầu thế kỷ 19 thường gọi lãnh thổ của Hãn quốc Krym và của Hãn quốc Tiểu Nogai là Tiểu Tartary (hoặc phân ra thành Crim Tartary (hoặc Krim Tartary) và Kuban Tartary). Tên gọi "Tiểu Tartary" phân biệt khu vực với (Đại) Tartary tại Siberia.
Hãn quốc bao gồm bán đảo Krym và các thảo nguyên lân cận, hầu như tương ứng với bộ phận của Nam Ukraina nằm giữa sông Dnepr (Dnipro) và sông Donets (tức là gồm hầu hết tỉnh Zaporizhzhia, phần tả ngạn Dnepr của tỉnh Kherson, cùng các bộ phận nhỏ của phần đông nam tỉnh Dnipropetrovsk và phần phía tây tỉnh Donetsk). Lãnh thổ do Hãn quốc Krym kiểm soát thay đổi trong suốt thời gian nó tồn tại, do các cuộc tấn công liên tục từ người Cossack sống dọc sông Don từ khi Hãn quốc Kim Trướng tan rã vào thế kỷ 15. Nhà lập bản đồ trú tại London là Herman Moll trong một bản đồ thế giới năm khoảng năm 1729 thể hiện "Tiểu Tartary" bao gồm bán đảo Krym và thảo nguyên giữa sông Dnepr và sông Mius xa về phía bắc đến khúc quanh của sông Dnepr và thượng du sông Tor (một chi lưu của sông Donets).

## Lịch sử

### Tiền sử

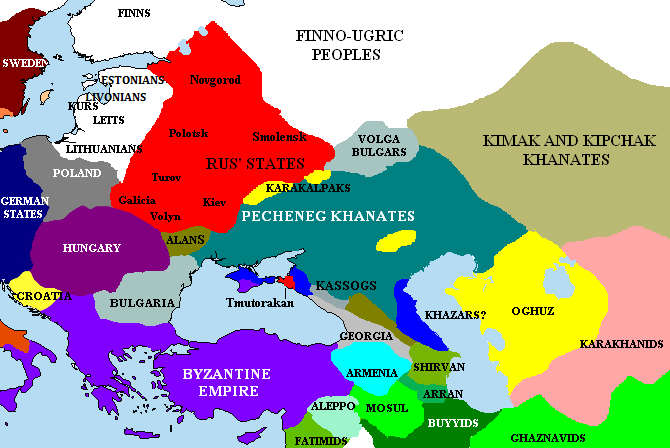
Thảo nguyên Pontic, k. 1015

Các dân tộc Turk đầu tiên xuất hiện  tại Krym theo ghi nhận là vào thế kỷ 6, khi Hãn quốc Đột Quyết chinh phạt Krym. Vào thế kỷ 11, người Cuman (Kipchak) xuất hiện tại Krym, sau đó họ trở thành nhóm người cai trị và lập quốc của Hãn quốc Kim Trướng và Hãn quốc Krym. Vào giữa thế kỷ 13, các vùng đất thảo nguyên phía bắc Krym có cư dân phần lớn là các dân tộc Turk – người Cuman, trở thành thuộc địa của Hãn quốc Kim Trướng. Trong thời kỳ này, vai trò của các dân tộc Turk tăng lên. Kể từ lúc này, người Kipchak địa phương lấy tên là người Tatar (tatarlar).
Vào thời Hãn quốc Kim Trướng, các hãn của Hãn quốc là quân chủ tối cao của Krym, nhưng các thống đốc dưới quyền là emir thi hành quyền kiểm soát trực tiếp. Người cai trị được công nhận chính thức đầu tiên tại Krym được cho là Aran-Timur, cháu trai của hãn Bạt Đô, và nhận được khu vực từ Mengu-Timur. Trung tâm đầu tiên của Krym là thành phố cổ đại Qırım (Solhat), tên gọi này sau đó dần được áp dụng cho toàn bán đảo. Trung tâm thứ hai của Krym là thung lũng lân cận với Qırq Yer và Bağçasaray.
.

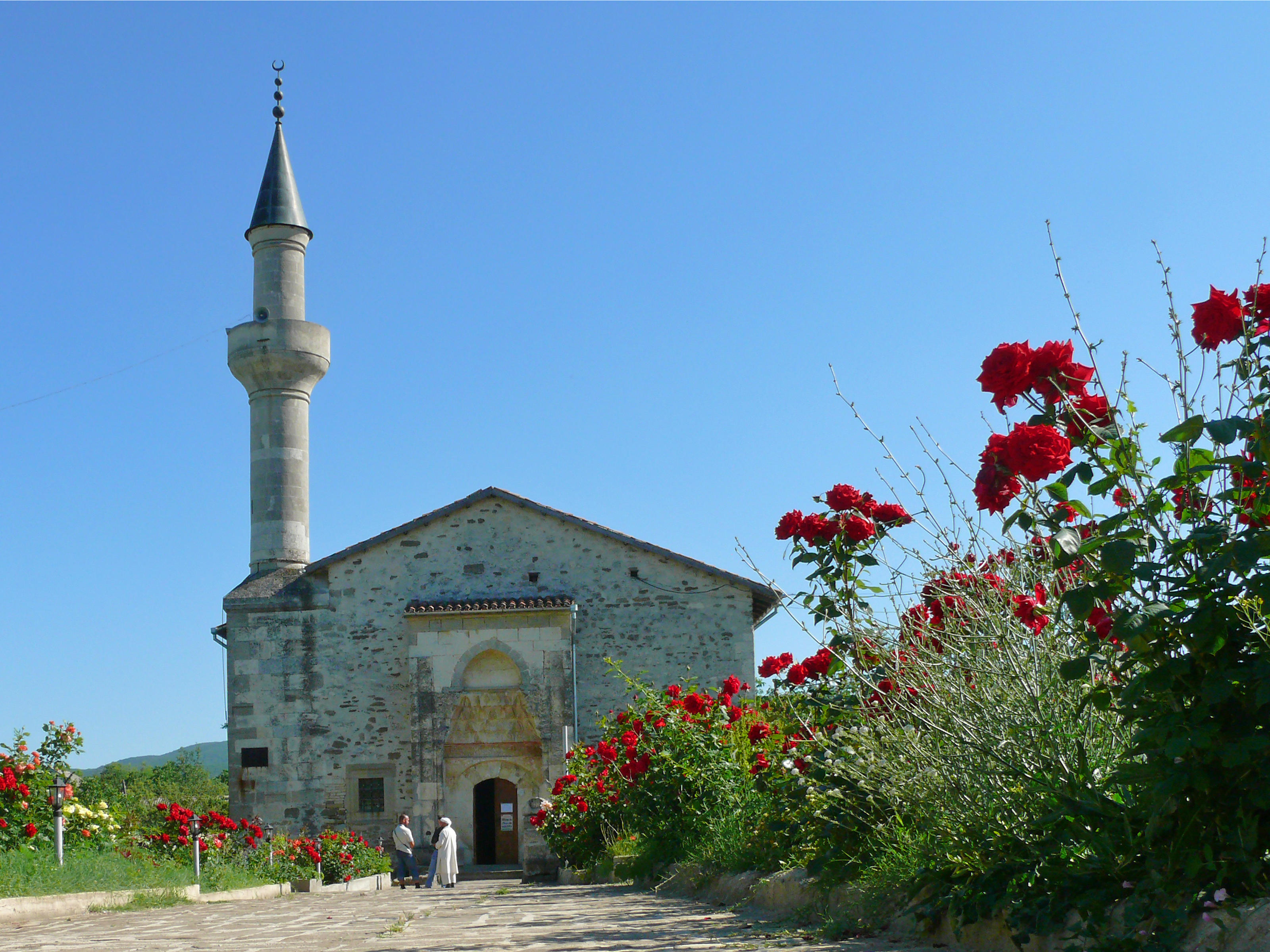
Thánh đường Uzbek Khan tại Eski Qırım (Solhat), xây dựng vào thời kỳ Hãn quốc Kim Trướng

Thành phần cư dân đa sắc tộc tại Krym khi đó gồm chủ yếu là người Kipchak (Cuman) sống tại vùng thảo nguyên và chân đồi của bán đảo, còn người Hy Lạp Krym, Goth Krym, Alan và Armenia chủ yếu sống trong các thành thị và làng vùng núi. Giới quý tộc Krym hầu hết có nguồn gốc từ cả người Kipchak và Kim Trướng.
Sự cai trị của Hãn quốc Kim Trướng đối với cư dân sống tại bán đảo Krym nói chung là khó khăn. Những người cai trị Hãn quốc Kim Trướng nhiều lần tổ chức các chiến dịch trừng phạt tại Krym, khi người dân địa phương từ chối cống nạp. Một ví dụ là chiến dịch nổi tiếng của Nogai Khan vào năm 1299, dẫn đến hậu quả là một số thành phố của Krym phải gánh chịu đau khổ. Cũng như ở các vùng khác của Hãn quốc, xu hướng ly khai sớm bắt đầu bộc lộ tại Krym.
Năm 1303, tại Krym, công trình văn bản nổi tiếng nhất về ngôn ngữ Kypchak hoặc Cuman đã được tạo ra (được đặt tên theo tiếng Kypchak là "tatar tili") - "Codex Cumanicus", là công trình lâu đời nhất của ngôn ngữ Tatar Krym và có tầm quan trọng lớn đối với lịch sử các phương ngữ Kypchak và Oghuz - liên quan trực tiếp đến người Kipchak của thảo nguyên Biển Đen và Krym.

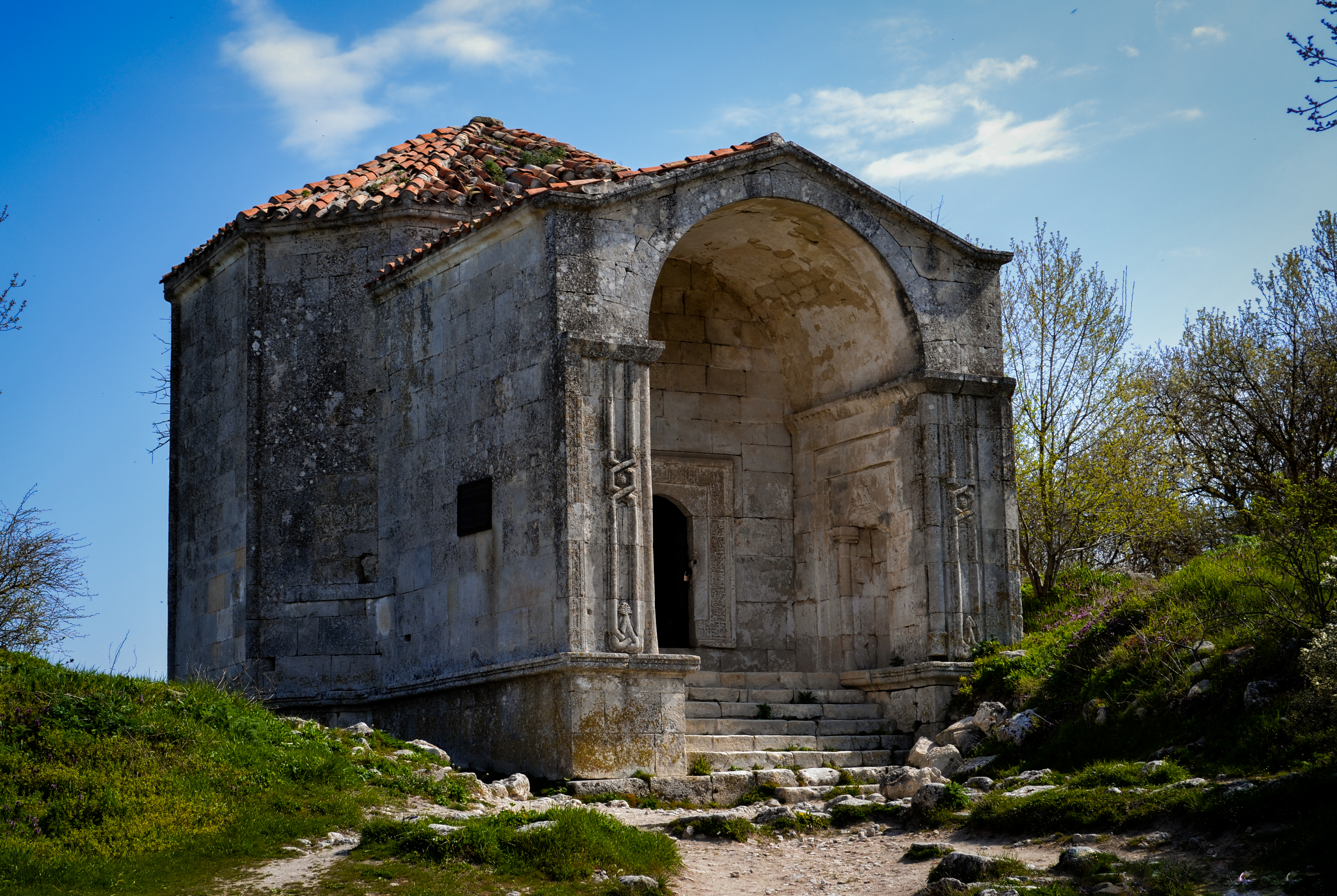
Dürbe (lăng mộ) của Canike Hanım

Có truyền thuyết kể rằng vào thế kỷ 14, Krym từng nhiều lần bị quân đội của Đại công quốc Litva tàn phá. Đại công tước Litva Algirdas đánh tan quân Tatar vào năm 1363 gần cửa sông Dnepr, sau đó xâm chiếm bán đảo Krym, tàn phá Chersonesos và chiếm đoạt các đồ vật có giá trị của nhà thờ tại đó. Có một truyền thuyết tương tự về người kế vị của ông là Vytautas, người vào năm 1397 đã thực hiện chiến dịch Krym và tiến đến Caffa và một lần nữa phá hủy Chersonesos. 
Vytautas cũng được biết đến trong lịch sử Krym vì đã cho một số lượng đáng kể người Tatar và Karaite tị nạn tại Đại công quốc Litva, những người này có hậu duệ hiện đang sống ở Litva và Belarus. Năm 1399 Vytautas đến trợ giúp hãn Tokhtamysh, nhưng bị đánh bại trên bờ sông Vorskla trước đối thủ của Tokhtamysh là Timur-Kutluk.
Trong thời gian trị vì Krym của con gái của Tokhtamysh là Canike Hanım ở Qırq-Or, bà ủng hộ Hacı I Giray trong cuộc đấu tranh chống lại hậu duệ của Tokhtamysh là Kichi-Muhammad và Sayid Ahmad, họ và Hacı Giray đều tuyên bố có toàn bộ quyền lực tại Krym và có lẽ xem ông là người thừa kế ngôi vị Krym của bà. Trong các nguồn của thế kỷ 16-18, có ý kiến theo đó việc chia tách nhà nước Tatar Krym được quy cho Tokhtamysh, và Canike là nhân vật quan trọng nhất trong quá trình này, đã hoàn toàn chiếm ưu thế.

### Thành lập
Hãn quốc Krym có nguồn gốc từ đầu thế kỷ 15 khi một số thị tộc của Hãn quốc Kim Trướng ngừng lối sinh hoạt du mục tại Desht-i Kipchak (thảo nguyên Kypchak [nay thuộc Ukraina và miền nam Nga) và quyết định biến Krym thành yurt (quê hương) của họ. Hãn quốc Kim Trướng quản lý bán đảo Krym với vị thế một ulus kể từ 1239, có thủ phủ tại Qirim (Staryi Krym). Lực lượng ly khai địa phương mời một người thuộc dòng dõi Thành Cát Tư Hãn từng tranh giành ngôi vị của Hãn quốc Kim Trướng là Hacı Giray trở thành hãn của họ. Hacı Giray chấp thuận lời mời này và di chuyển từ nơi lưu vong tại Đại công quốc Litva. Ông đã chiến đấu giành độc lập chống lại Hãn quốc Kim Trướng từ năm 1420 đến năm 1441, cuối cùng đạt được thành công. Tuy vậy, Hacı Giray sau đó đã phải chiến đấu với các đối thủ nội bộ trước khi có thể lên ngôi của hãn quốc vào năm 1449, sau đó ông dời đô đến Qırq Yer (nay là bộ phận của Bahçeseray). Hãn quốc bao gồm bán đảo Krym (ngoại trừ bờ biển và cảng phía nam và tây nam do Cộng hòa Genoa & Đế quốc Trebizond kiểm soát) cũng như thảo nguyên lân cận.

### Ottoman bảo hộ

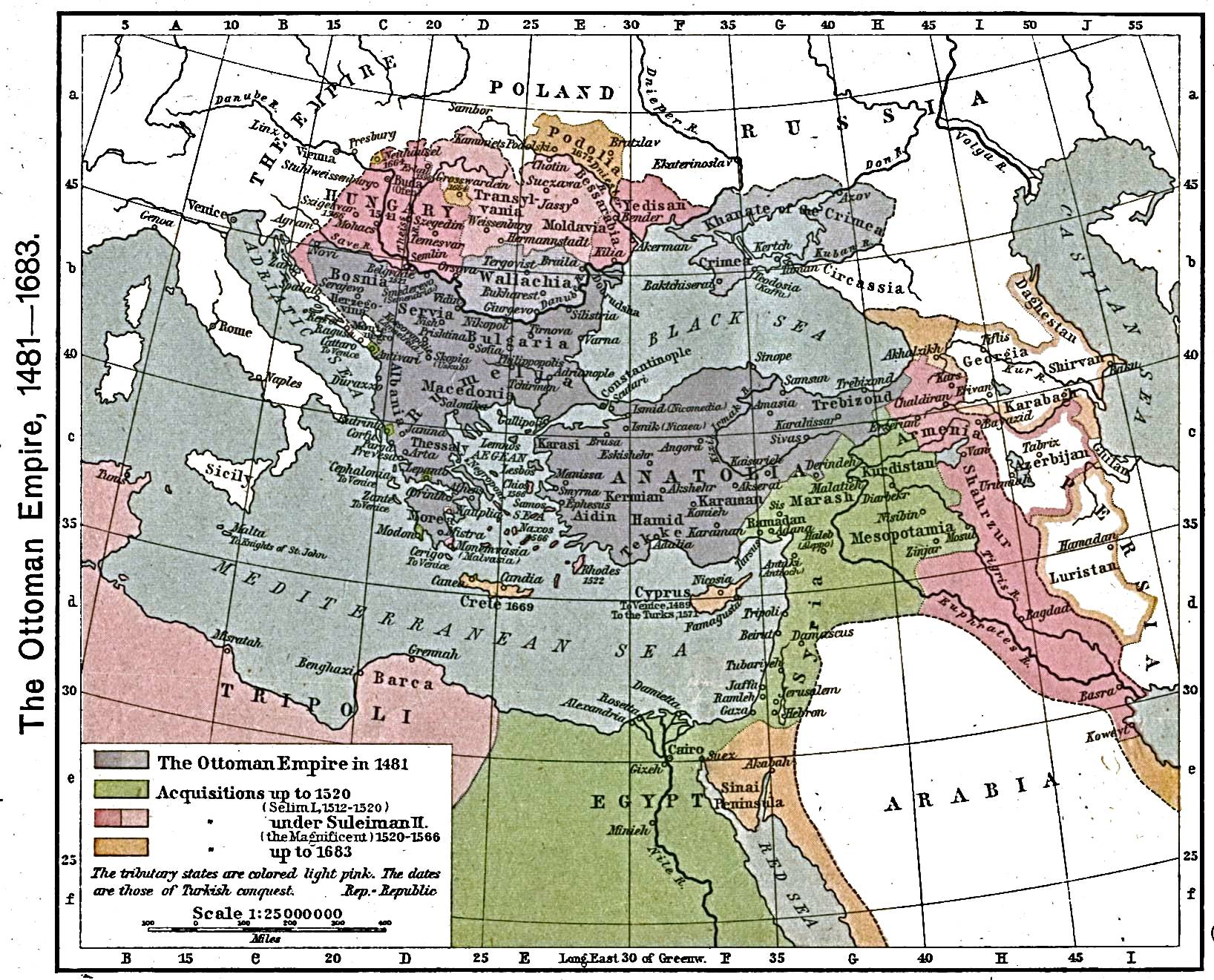
Bản đồ Hãn quốc Krym và Đế quốc Ottoman

Các con trai của Hacı I Giray tranh nhau để kế vị ông. Người Ottoman đã can thiệp và đưa một người con trai là Meñli I Giray lên ngôi. Menli I Giray lấy tước hiệu hoàng gia là "quân chủ của hai lục địa và hãn của các hãn hai biển". 

Năm 1475, quân Ottoman dưới quyền chỉ huy của Gedik Ahmet Pasha đã chinh phục Thân vương quốc Theodoro của người Hy Lạp và các thuộc địa của người Genova tại Cembalo, Soldaia, và Caffa (Feodosiya hiện nay). Kể từ đó, hãn quốc là một xứ bảo hộ của Đế quốc Ottoman. Sultan Ottoman có quyền phủ quyết đối với việc lựa chọn các hãn Krym mới. Đế quốc này sáp nhập vùng bờ biển Krym nhưng công nhận hãn quốc có quyền lực hợp pháp đối với thảo nguyên, vì các hãn là hậu duệ của Thành Cát Tư Hãn.

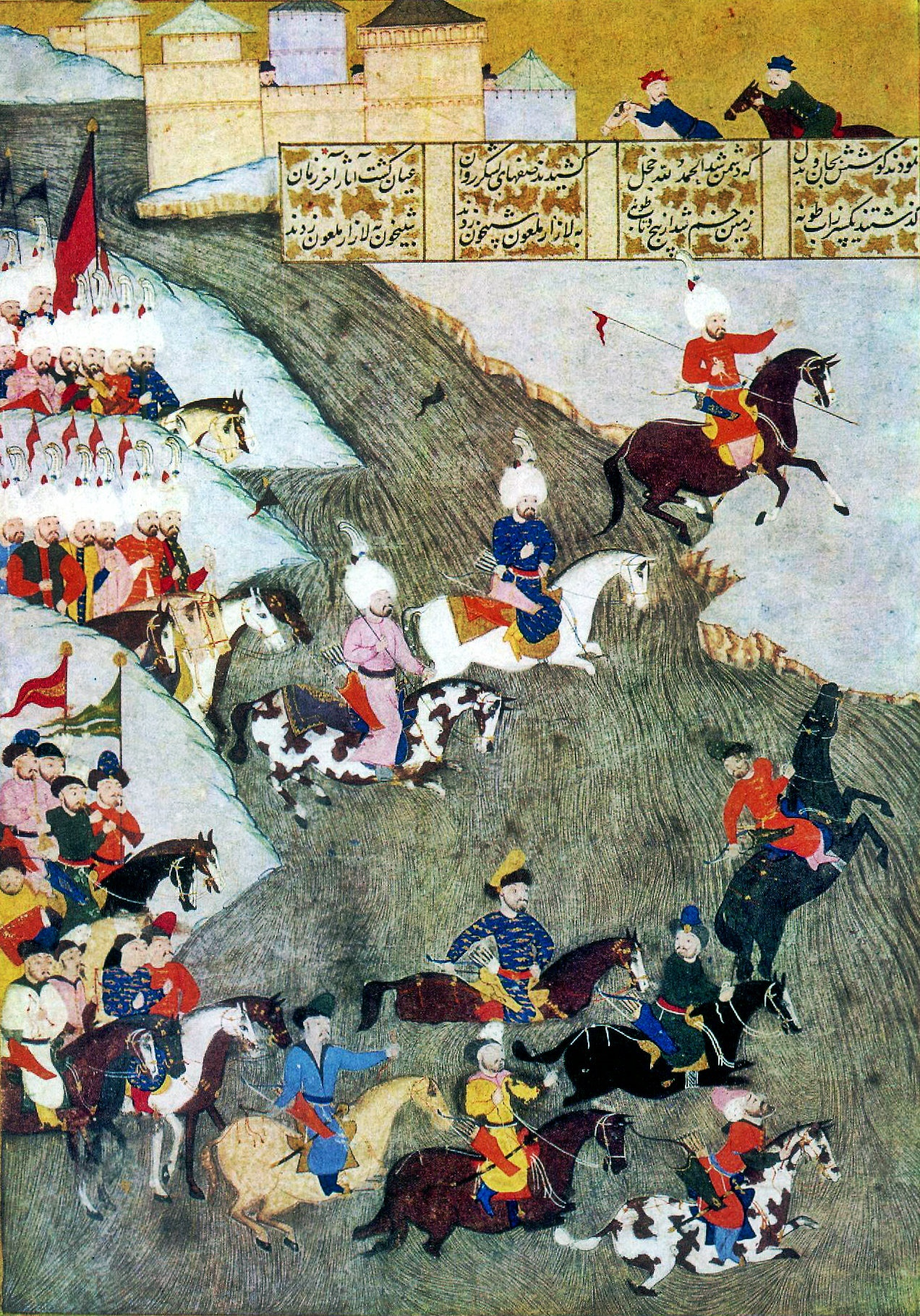
Bức tiểu họa mô tả chiến dịch của Ottoman tại Hungary năm 1566, với người Tatar Krym là quân tiên phong

Năm 1475, quân Ottoman giam cầm Meñli I Giray trong ba năm vì tội chống lại cuộc xâm lược. Sau khi trở về từ nơi giam cầm ở Constantinople, ông chấp nhận quyền tôn chủ của Đế quốc Ottoman. Tuy nhiên, các sultan Ottoman đối đãi với các hãn như đồng minh hơn là thần tử. Các hãn tiếp tục có chính sách đối ngoại độc lập với Ottoman trên thảo nguyên Tiểu Tartary. Các hãn tiếp tục đúc tiền và sử dụng tên của họ trong các buổi cầu nguyện vào thứ Sáu, hai dấu hiệu quan trọng của chủ quyền. Họ không cống nạp cho Đế quốc Ottoman; thay vào đó người Ottoman trả công để đổi lấy sự phục vụ của các binh sĩ cưỡi ngựa mở đường và kỵ binh tiền tuyến Krym có kỹ năng trong các chiến dịch. Sau đó, Krym mất quyền lực trong mối quan hệ này do hậu quả từ một cuộc khủng hoảng vào năm 1523, dưới thời trị vì của người kế vị Meñli là Mehmed I Giray. Ông qua đời vào năm đó và bắt đầu với người kế vị, và từ năm 1524 trở đi các hãn Krym được Sultan bổ nhiệm. Liên minh của người Tatar Krym và người Ottoman có thể so sánh với liên minh Ba Lan-Litva về tầm quan trọng và tính bền vững. Kị binh Krym trở nên không thể thiếu trong các chiến dịch của Ottoman chống lại Ba Lan, Hungary và Ba Tư.
Năm 1502, Meñli I Giray đánh bại khả hãn cuối cùng của Hãn quốc Đại Trướng, chấm dứt yêu sách của hãn quốc này đối với Krym. Ban đầu, Hãn quốc chọn thủ đô là Salaçıq gần thành trì Qırq Yer. Sau đó, thủ đô được chuyển đến Bahçeseray một giai đoạn ngắn, là nơi được Sahib I Giray thành lập vào năm 1532. Cả Salaçıq và thành Qırq Yer ngày nay đều là một phần của thành phố Bahçeseray mở rộng.

### Buôn bán nô lệ
Buôn bán nô lệ là xương sống của nền kinh tế của Hãn quốc Krym. Người Krym thường xuyên tổ chức các cuộc đột kích vào các thân vương quốc Danube, Ba Lan–Litva và Muscovy để nô lệ hóa những người họ bắt được; đối với mỗi người bị bắt, hãn nhận được một phần cố định (savğa) là 10% hoặc 20%. Các chiến dịch này của quân Krym hoặc là  sefers ("tạm trú"), tức các hoạt động quân sự được tuyên bố chính thức do chính các khả hãn lãnh đạo, hoặc çapuls ("cướp đoạt"), tức các cuộc đột kích do các nhóm quý tộc thực hiện, đôi khi là bất hợp pháp vì chúng vi phạm các hiệp ước mà hãn từng ký kết với các quân chủ láng giềng.
Trong một thời gian dài, cho đến đầu thế kỷ 18, hãn quốc duy trì hoạt động buôn bán nô lệ quy mô lớn với Đế quốc Ottoman và Trung Đông, xuất khẩu khoảng 2 triệu nô lệ từ Nga và Ba Lan–Litva trong giai đoạn 1500–1700, chủ yếu sang Đế quốc Ottoman, Caffa là một thành phố của Ottoman trên bán đảo Krym (và do đó không phải là một phần của Hãn quốc), đây là một trong những thương cảng và chợ nô lệ quan trọng và nổi tiếng nhất. Năm 1769, một cuộc đột kích lớn cuối cùng của người Tatar đã dẫn đến việc bắt giữ 20.000 nô lệ người Nga và Ruthenia.
Tác giả và nhà sử học Brian Glyn Williams viết:
Fisher ước tính rằng trong thế kỷ 16, Thịnh vượng chung Ba Lan-Litva mất khoảng 20.000 người mỗi năm và từ năm 1474 đến năm 1694, có tới một triệu công dân Thịnh vượng chung đã bị bắt làm nô lệ của Krym.

Các nguồn cận đại có đầy đủ các mô tả về sự đau khổ của những nô lệ Cơ đốc giáo bị người Tatar Krym bắt giữ trong quá trình họ đột kích:
Có vẻ như vị thế và điều kiện hàng ngày của nô lệ phụ thuộc phần lớn vào chủ nhân của anh ta/cô ta. Một số nô lệ thực sự có thể dành thời gian còn lại trong ngày để lao động kiệt sức: như vizir (bộ trưởng) Krym Sefer Gazi Aga từng đề cập trong một bức thư của mình, những nô lệ thường là "cái cày và lưỡi hái" của chủ nhân. Có lẽ khủng khiếp nhất là số phận của những người đã trở thành nô lệ trên tàu (galley), những người mà những đau khổ của họ được thi vị hóa trong nhiều duma (bài hát) của Ukraina. ... Cả nô lệ nữ và nam thường được sử dụng cho mục đích tình dục.

### Liên minh và xung đột với Ba Lan và Cossack

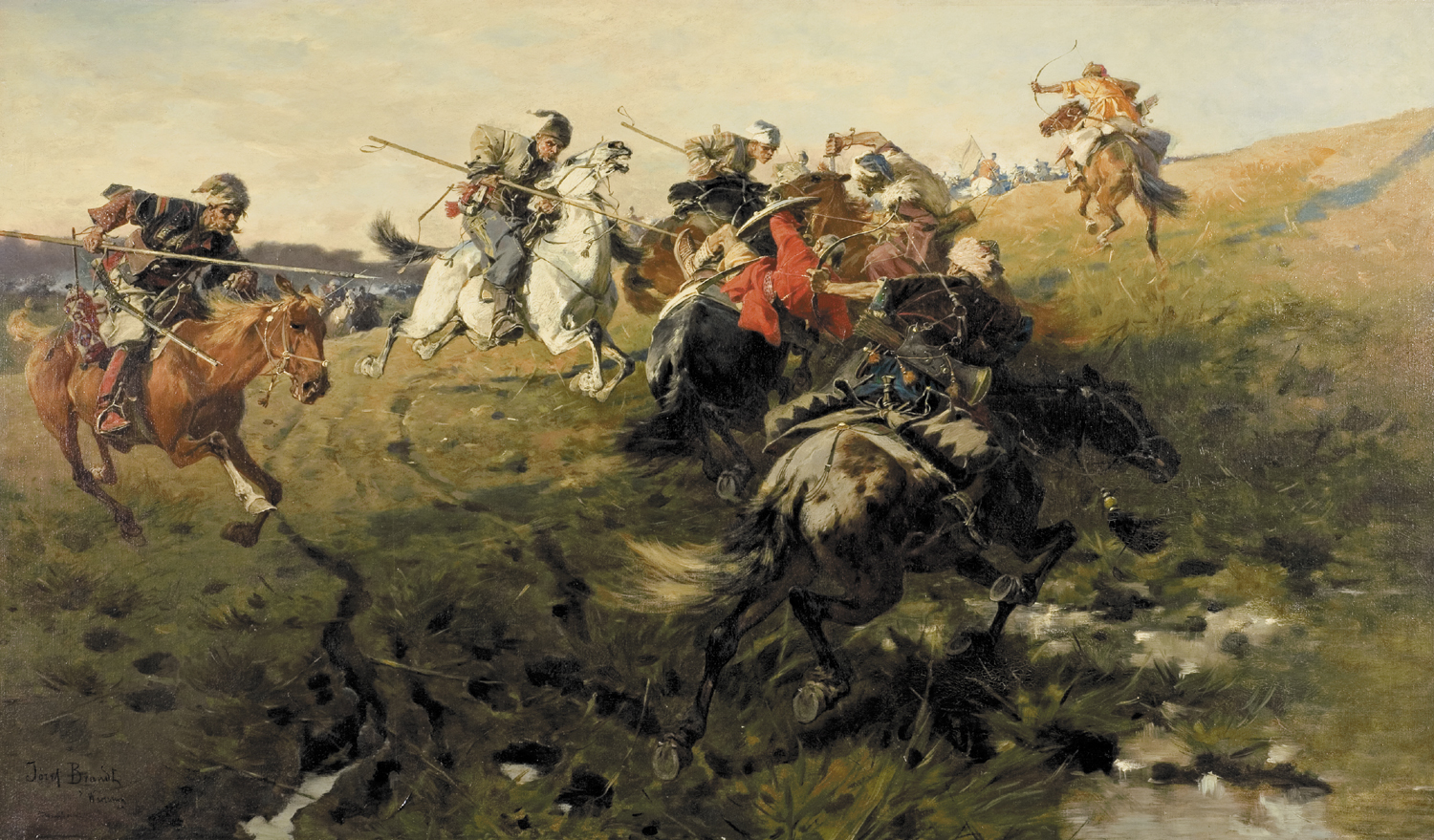
Người Tatar
chiến đấu với người Cossack Zaporozhia, của Józef Brandt

Người Krym có mối quan hệ phức tạp với người Cossack Zaporozhia sống ở phía bắc của hãn quốc thuộc Ukraina hiện đại. Đối với Ba Lan-Litva, người Cossack cung cấp một biện pháp bảo vệ chống lại các cuộc tấn công của người Tatar, và nhận được trợ cấp cho sự phục vụ này. Họ cũng đột kích vào các thuộc địa của Krym và Ottoman trong khu vực. Đôi khi Hãn quốc Krym liên minh với Thịnh vượng chung Ba Lan-Litva và Sich Zaporizhia. Sự hỗ trợ của İslâm III Giray trong Khởi nghĩa Khmelnytsky năm 1648 đã góp phần rất lớn vào đà thành công quân sự ban đầu của quân Cossack. Mối quan hệ với Thịnh vượng chung Ba Lan-Litva cũng mang tính độc nhất, vì đây là quê hương của Nhà Giray, họ từng lánh nạn tại Litva vào thế kỷ 15 trước khi tự lập trên bán đảo Krym.

### Đấu tranh với Muscovy

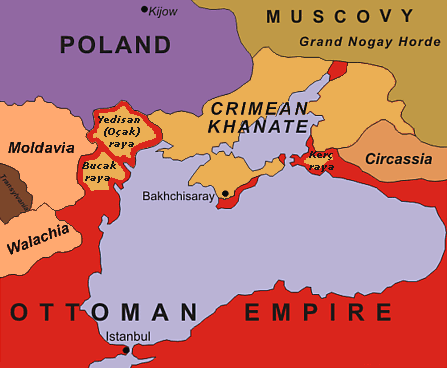
Hãn quốc Krym khoảng năm 1600. Các khu vực đánh dấu Ba Lan và Muscovy là được tuyên bố chủ quyền chứ không phải quản lý thục tế và có dân cư thưa thớt.

Vào giữa thế kỷ 16, Hãn quốc Krym khẳng định yêu sách là thể chế tiếp nối Hãn quốc Kim Trướng, kéo theo việc khẳng định quyền cai trị đối với các hãn quốc Tatar ở vùng Caspi-Volga, đặc biệt là Hãn quốc Kazan và Hãn quốc Astrakhan. Yêu sách này đặt hãn quốc đọ sức với nước Nga Sa hoàng (Muscovy) để giành quyền thống trị trong khu vực. Một chiến dịch thành công của Devlet I Giray vào thủ đô Nga năm 1571 lên đến đỉnh điểm là sự kiện đốt cháy Moskva, và nhờ đó ông giành được biệt hiệu That Alğan (người đoạt vị). Tuy nhiên, vào năm sau Hãn quốc Krym vĩnh viễn mất quyền tiếp cận sông Volga do thất bại thảm hại trong Trận Molod.
Người Cossack Don đã đến vùng hạ du sông Don, Donets và Azov vào những năm 1580 và do đó trở thành láng giềng phía đông bắc của hãn quốc. Họ thu hút nông dân, nông nô và quý tộc chạy trốn khỏi những xung đột nội bộ, hoặc quá tải dân số hoặc bị tăng cường bóc lột. Giống như người Cossack Zaporozhia bảo vệ biên giới phía nam của Thịnh vượng chung, người Cossack Don bảo vệ Muscovy và bản thân họ từng tấn công các thành trì của hãn quốc và Ottoman.

### Quan hệ với người Circassia
Dưới ảnh hưởng của người Tatar Krym và của Đế quốc Ottoman, một số lượng lớn người Circassia đã chuyển sang đạo Hồi. Lính đánh thuê và tân binh Circassia đóng một vai trò quan trọng trong quân đội của hãn quốc, và hãn thường kết hôn với phụ nữ Circassia và theo phong tục thì các vương tử trẻ Krym dành thời gian ở Circassia để huấn luyện binh pháp. Một số cuộc xung đột đã xảy ra giữa người Circassia và người Tatar Krym trong thế kỷ 18, khi dân tộc này đánh bại đội quân của hãn Kaplan Giray và viện binh Ottoman trong trận Kanzhal.

### Suy thoái
Nhà văn du ngoạn người Thổ Nhĩ Kỳ Evliya Çelebi đề cập đến tác động từ các cuộc đột kích của người Cossack từ Azak lên lãnh thổ của Hãn quốc Krym. Những cuộc đột kích này phá hỏng các tuyến mậu dịch và khiến nhiều khu vực quan trọng bị suy giảm dân số nghiêm trọng. Vào thời điểm Evliya Çelebi đến, hầu như toàn bộ các thị trấn mà ông đến thăm đều bị ảnh hưởng từ các cuộc đột kích của người Cossack. Trên thực tế, nơi duy nhất mà Evliya Çelebi cho là an toàn trước quân Cossack là công sự phòng thủ của Ottoman tại Arabat.

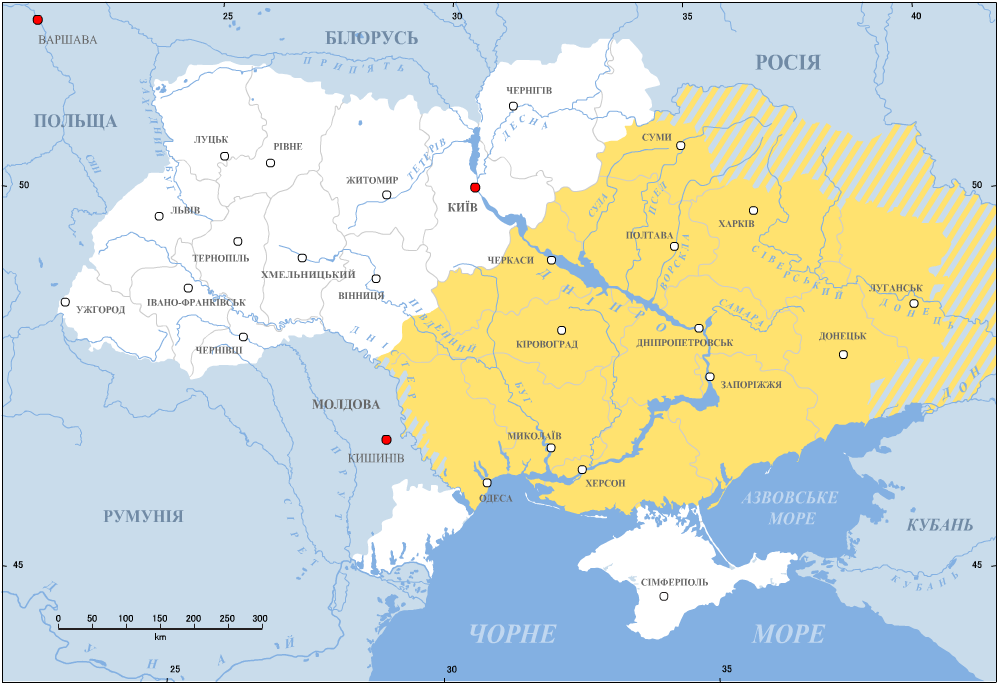
Bản đồ khu vực Cánh đồng hoang có dân cư thưa thớt vào thế kỷ 17

Sự suy tàn của Hãn quốc Krym là hậu quả từ sự suy yếu của Đế quốc Ottoman và sự thay đổi trong cán cân quyền lực của Đông Âu theo hướng có lợi cho các nước láng giềng. Người Tatar Krym thường trở về từ các chiến dịch của Ottoman mà không có chiến lợi phẩm nào, và các khoản trợ cấp của Ottoman ít có khả năng được trao một khi các chiến dịch không thành công. Không có đủ súng, kỵ binh Tatar chịu tổn thất đáng kể trước quân đội châu Âu và Nga vốn có trang bị hiện đại. Đến cuối thế kỷ 17, Nga trở nên quá mạnh để Khả hãn Krym có thể cướp bóc và Hiệp định Karlowitz (1699) cấm các cuộc đột kích tiếp diễn. Kỷ nguyên có những cuộc đột kích bắt nô lệ lớn tại Nga và Ukraina đã kết thúc, tuy vậy các băng cướp và những kẻ cướp Nogai vẫn tiếp tục các cuộc đột kích, và do đó lòng căm thù của Nga đối với Hãn quốc Krym không giảm. Những tổn thất kinh tế-chính trị này dẫn đến xói mòn sự ủng hộ cho hãn trong các gia tộc quý tộc, và xung đột nội bộ giành quyền lực xảy ra sau đó. Người Nogai là những người cung cấp một phần đáng kể cho lực lượng quân sự Krym, cũng quay lưng không còn ủng hộ cho các hãn vào giai đoạn cuối của đế quốc.

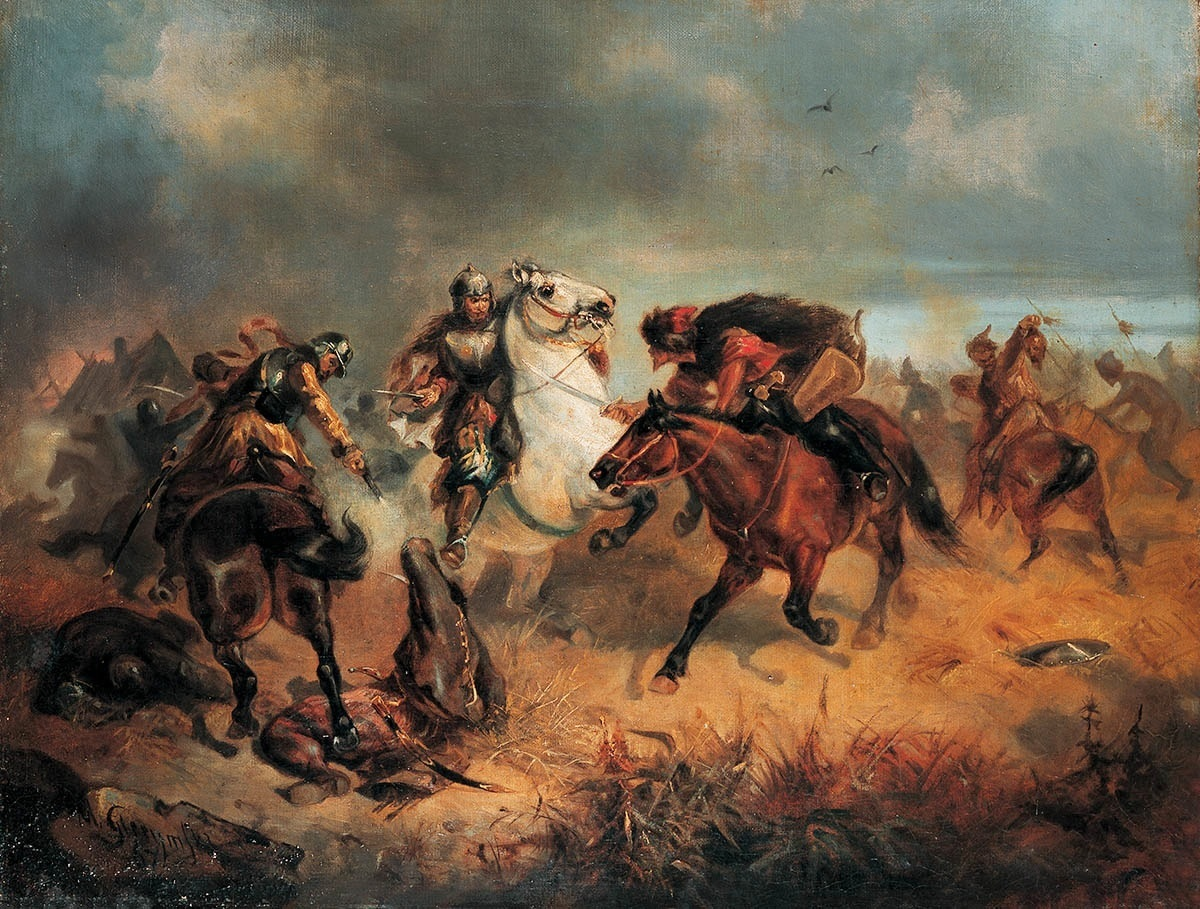
Giao tranh với người Tatar, của Maksymilian Gierymski

Trong nửa đầu thế kỷ 17, người Kalmyk thành lập Hãn quốc Kalmyk ở hạ du sông Volga, dưới quyền Ayuka Khan họ tiến hành nhiều cuộc viễn chinh quân sự chống lại Hãn quốc Krym và người Nogai. Hãn quốc Kalmyk trở thành một đồng minh quan trọng và sau đó là một phần của Đế quốc Nga và tuyên thệ bảo vệ biên giới phía đông nam của Nga, họ tham gia tích cực vào tất cả các chiến dịch chiến tranh của Nga trong thế kỷ 17 và 18, cung cấp tới 40.000 kỵ binh được trang bị đầy đủ.
Liên quân của Nga và Ukraina tấn công Hãn quốc Krym trong các chiến dịch Chigirin và các chiến dịch Krym. Trong Chiến tranh Nga-Thổ Nhĩ Kỳ (1735–1739), quân Nga dưới quyền chỉ huy của Thống chế Münnich xâm nhập bán đảo Krym, đốt cháy và phá hủy mọi thứ tại đây.
Nhiều cuộc chiến xảy ra sau đó dưới triều đại của Yekaterina II của Nga. Chiến tranh Nga-Thổ Nhĩ Kỳ (1768–1774) dẫn đến Hiệp định Kuchuk-Kainarji, khiến Hãn quốc Krym độc lập khỏi Đế quốc Ottoman và phải liên kết với Đế quốc Nga.
Thời kỳ của hãn Krym cuối cùng Şahin Giray có dấu ấn là gia tăng ảnh hưởng của Nga và bạo lực bộc phát từ chính quyền hãn quốc đối với phe đối lập nội bộ. Vào ngày 8 tháng 4 năm 1783, vi phạm hiệp ước (sau khi một số phần của hiệp ước đã bị người Krym và người Ottoman vi phạm), Yekaterina II đã can thiệp vào cuộc nội chiến, sáp nhập trên thực tế toàn bộ bán đảo với tên gọi tỉnh Taurida. Năm 1787, Şahin Giray đi lánh nạn ở Đế quốc Ottoman, và cuối cùng bị chính quyền Ottoman xử tử tại Rhodes vì tội phản bội. Gia tộc Giray tồn tại cho đến ngày nay.
Thông qua Hiệp định Jassy (Iaşi) năm 1792, biên giới Nga được mở rộng đến sông Dniester và việc tiếp quản Yedisan đã hoàn tất. Hiệp định Bucharest năm 1812 chuyển giao Bessarabia cho Nga kiểm soát.

## Chính phủ

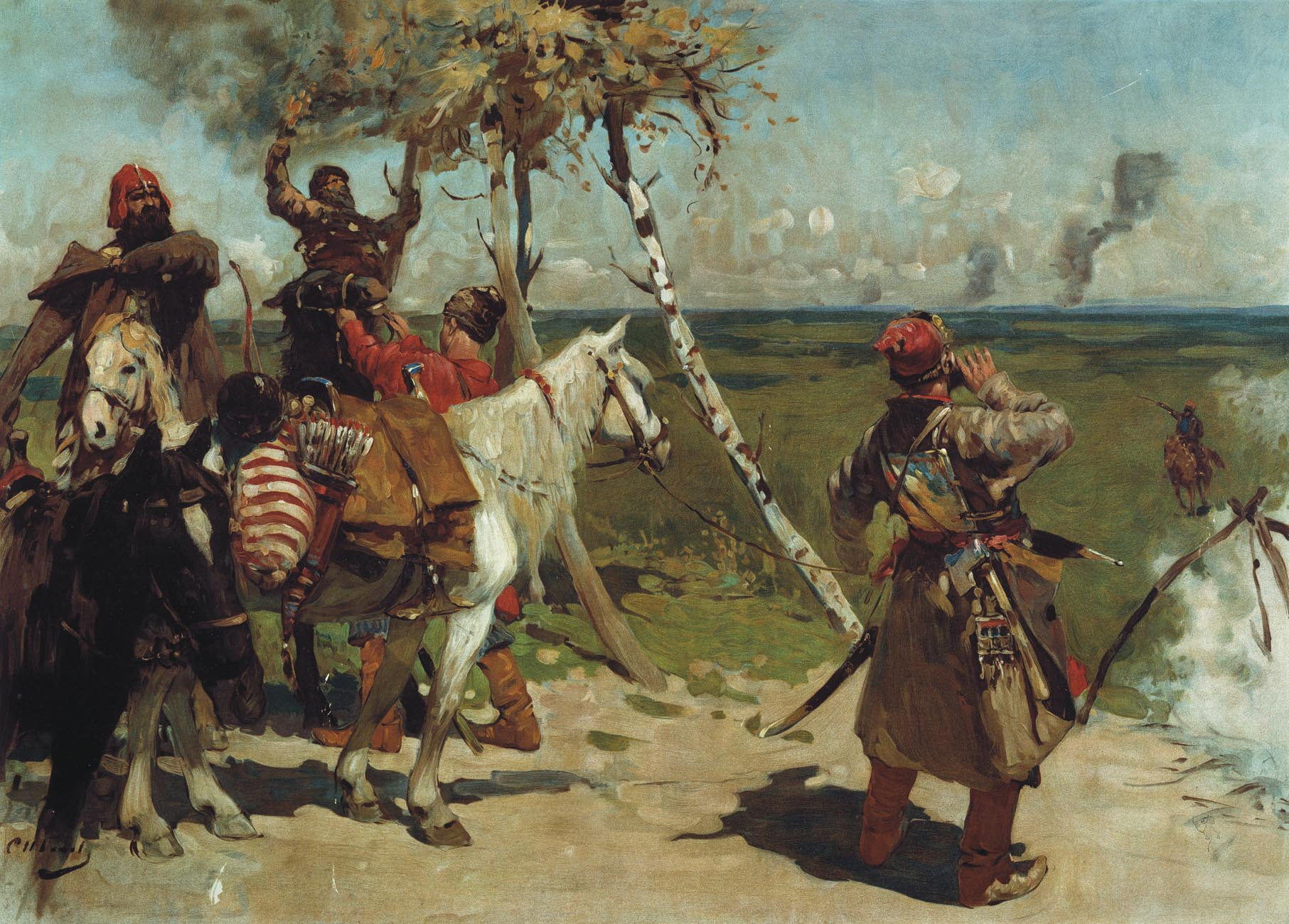
Tại biên giới phía nam của Moskva của Sergey Vasilievich Ivanov

Tất cả các hãn đều thuộc gia tộc Giray, họ hợp pháp hóa quyền cai trị từ việc thuộc dòng dõi Thành Cát Tư Hãn. Theo truyền thống của thảo nguyên, người cai trị chỉ hợp pháp nếu ông thuộc dòng dõi hoàng tộc Thành Cát Tư Hãn (tức là "ak süyek"). Mặc dù triều đại Giray là biểu tượng của chính phủ, nhưng hãn quốc thực sự có các bey Qaraçı tham gia cai trị, tức thủ lĩnh của các thị tộc quý tộc như Şirin, Barın, Arğın, Qıpçaq, và trong thời kỳ sau đó là Mansuroğlu và Sicavut. Sau khi Hãn quốc Astrakhan sụp đổ vào năm 1556, một thành phần quan trọng của Hãn quốc Krym là người Nogai, hầu hết họ đã chuyển lòng trung thành từ Astrakhan sang Krym. Người Circassia (Atteghei) và người Cossack thỉnh thoảng cũng giữ vai trò trong chính trị Krym, xen kẽ lòng trung thành của họ giữa hãn và các bey. Những người du mục đồng cỏ Nogai ở phía bắc biển Đen trên danh nghĩa phải chịu sự phục tùng của hãn Krym. Họ được chia thành các nhóm sau: Budjak (từ Danube đến Dniester), Yedisan (từ Dniester đến Bug), Jamboyluk (Bug đến Krym), Yedickul (phía bắc Krym) và Kuban.

### Nội vụ

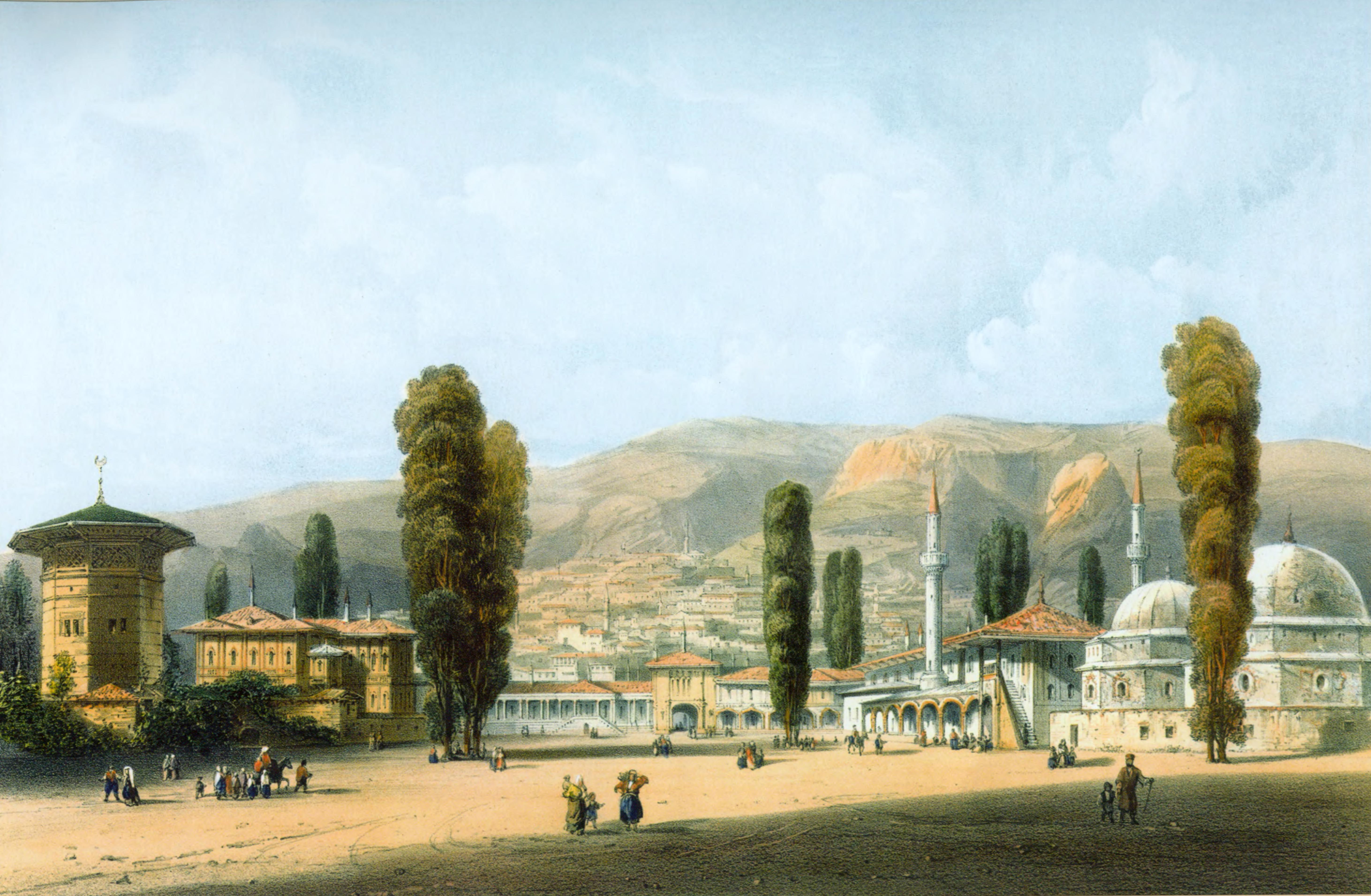
Hãn Qirim Girai nổi tiếng là đã cho phép xây dựng nhiều dấu mốc tại Bakhchysarai và Hãn quốc Krym.

Trong nội bộ, lãnh thổ của hãn quốc được chia cho các bey, và bên dưới bey là các mirza từ các gia đình quý tộc. Mối quan hệ của nông dân hoặc người chăn gia súc với mirza của họ không phải là phong kiến. Họ được tự do và luật Hồi giáo bảo vệ họ không bị mất quyền lợi. Đất đai được chia theo làng, được sử dụng chung và thuế được quy cho cả làng. Thuế là một phần mười của một sản phẩm nông nghiệp, một phần hai mươi của một gia súc, và một lượng lao động biến thiên không được trả công. Trong cuộc cải cách của hãn cuối cùng Şahin Giray, cấu trúc bên trong được thay đổi theo mô hình Thổ Nhĩ Kỳ: đất đai của các quý tộc được tuyên bố là lãnh địa của hãn và được tổ chức lại thành qadılıq (các tỉnh do đại diện của khan cai quản).

### Pháp luật Krym

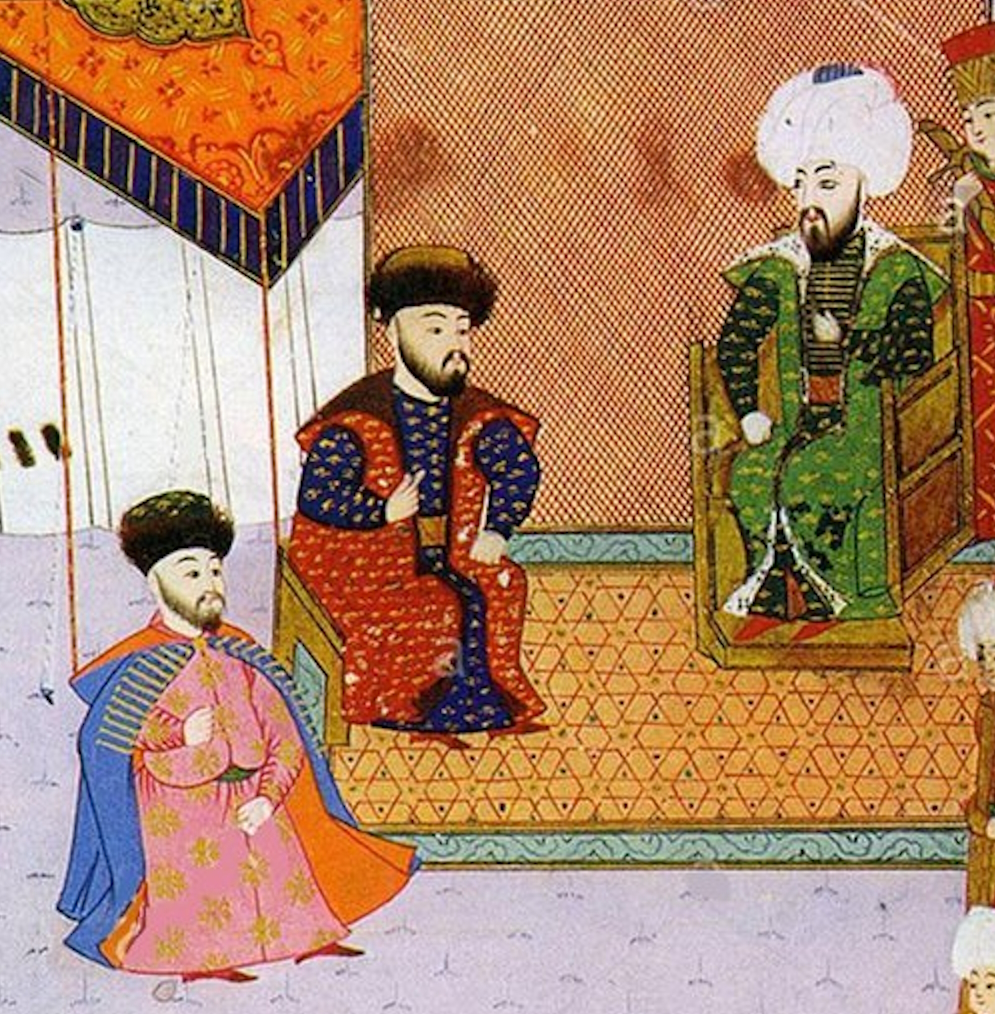
Meñli I Giray tại triều đình của sultan Ottoman Bayezid II

Pháp luật Krym dựa trên luật Tatar, luật Hồi giáo, và trong một số trường hợp hạn chế là luật Ottoman. Người lãnh đạo tổ chức Hồi giáo là mufti, được chọn trong số các giáo sĩ Hồi giáo địa phương. Nhiệm vụ chính của ông không phải là tư pháp hay thần học, mà là tài chính. Cơ quan quản lý của mufti kiểm soát tất cả các vùng đất vakif và nguồn thu khổng lồ của chúng. Một quan chức Hồi giáo khác không phải do giáo sĩ mà là sultan Ottoman bổ nhiệm, là kadıasker, người giám sát các khu vực tư pháp của hãn quốc, mỗi khu vực dưới quyền tài phán của một kadi. Về lý thuyết, kadi chịu trách nhiệm dưới kadiasker, nhưng trên thực tế họ chịu trách nhiệm với các thủ lĩnh thị tộc và hãn. Kadi xác định hành vi hợp pháp hàng ngày của người Hồi giáo trong hãn quốc.

### Thiểu số phi Hồi giáo

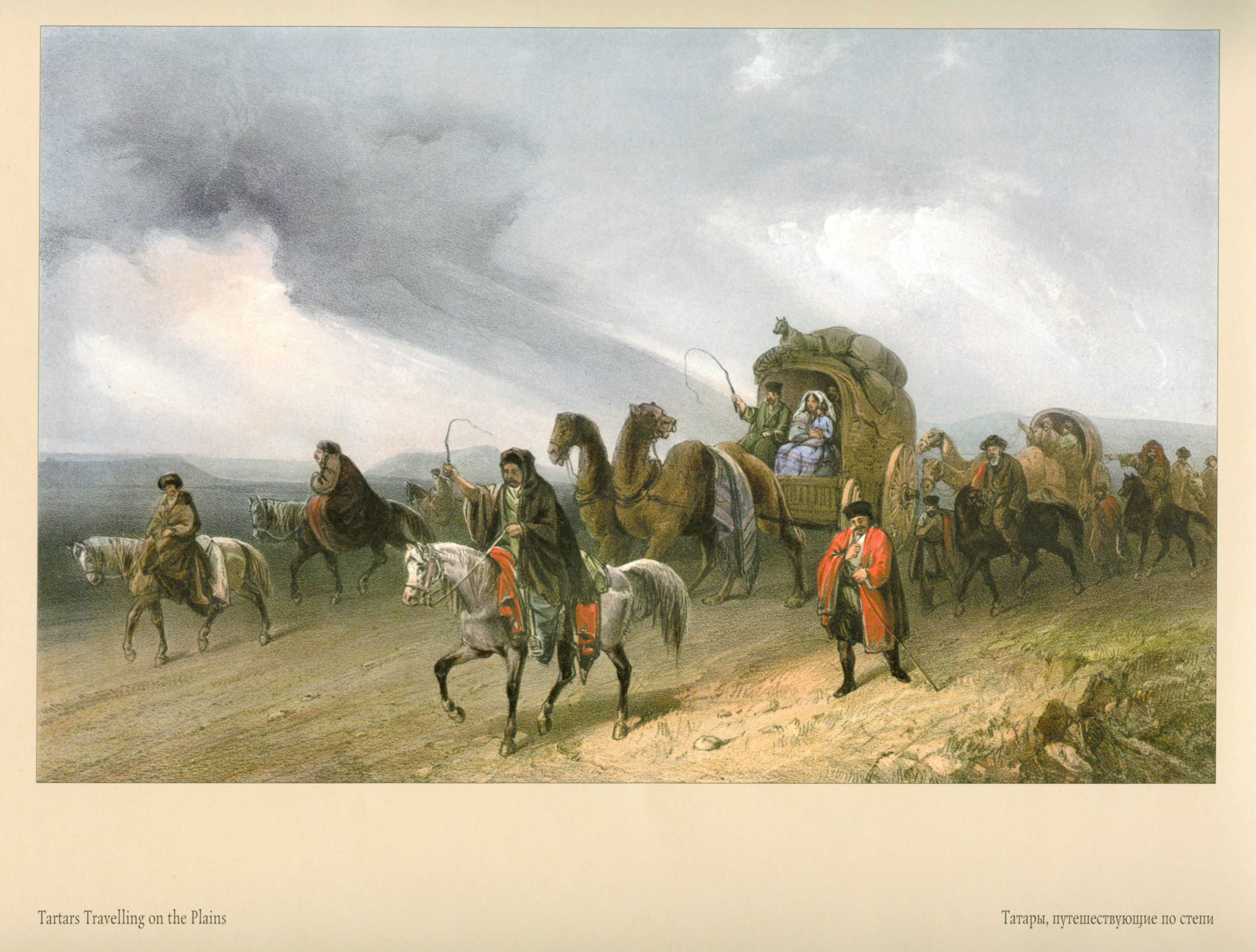
"Người Tatar Krym du hành trên đồng bằng" của Carlo Bossoli

Hãn quốc Krym có thành phần cư dân thiểu số đáng kể không theo Hồi giáo, gồm người Hy Lạp, Armenia, Goth Krym, Adyghe  (Circassia), Venezia, Genova, Karaim Krym và Do Thái Qırımçaq. Họ sống chủ yếu ở các thành phố, chủ yếu ở các quận hoặc vùng ngoại ô riêng biệt. Dưới hệ thống millet, họ có các tổ chức tôn giáo và tư pháp của riêng mình. Họ phải chịu thuế phụ để đổi lấy việc miễn nghĩa vụ quân sự, sống như người Tatar Krym và nói các phương ngữ của người Tatar Krym. Mikhail Kizilov viết: "Theo Marcin Broniewski (1578), người Tatar hiếm khi tự mình canh tác đất đai, với phần lớn đất đai của họ do nô lệ Ba Lan, Ruthenia, Nga và Walachia (Moldavia) canh tác."
Cư dân Do Thái tập trung ở Çufut Kale ('Pháo đài Do Thái'), một thị trấn riêng biệt gần Bahçeseray, vốn là thủ đô ban đầu của hãn quốc. Cũng như các dân tộc thiểu số khác, họ nói một thứ tiếng Turk. Pháp luật Krym cấp cho họ các quyền tài chính và chính trị đặc biệt như một phần thưởng, theo truyền thuyết dân gian địa phương là vì các phục vụ lịch sử cho một uluhane (vợ đầu tiên của một hãn). Thuế thân đối với người Do Thái ở Krym do văn phòng uluhane ở Bahçeseray đánh thuế. Giống như cộng đồng Cơ đốc giáo ở Krym, người Do Thái tích cực tham gia buôn bán nô lệ. Cả người theo đạo Cơ đốc và người Do Thái cũng thường chuộc những người theo đạo Cơ đốc và người Do Thái bị bắt giữ trong các cuộc tấn công của người Tatar ở Đông Âu.

## Kinh tế

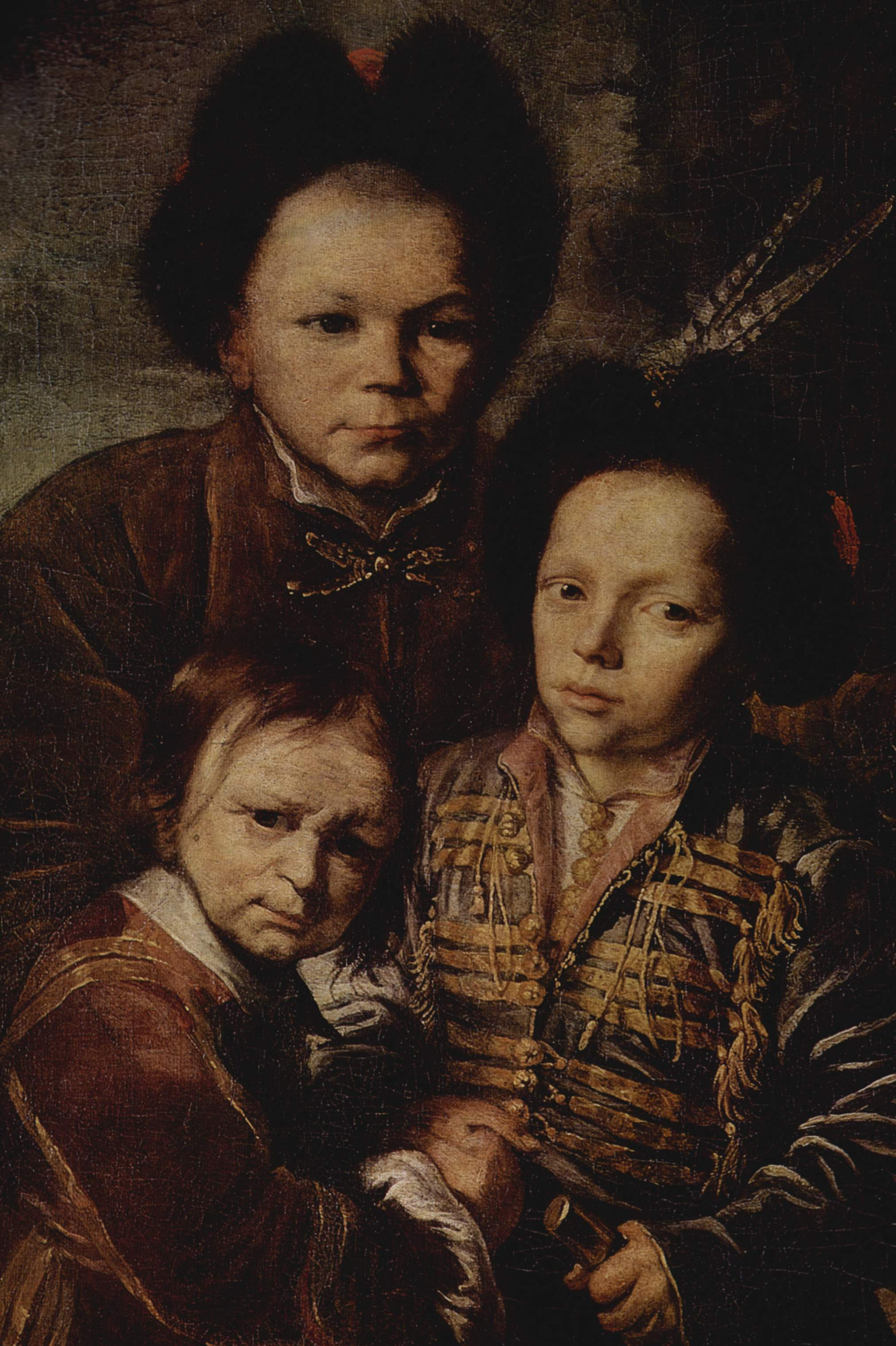
Trẻ em Tatar Krym. Một tranh chân dung của Agha Dedesh trong triều đình của Quốc vương Ba Lan Jan II Kazimierz, của Daniel Schultz.

Bộ phận du mục của người Tatar Krym và tất cả người Nogai là những người chăn nuôi gia súc. Krym có các cảng thương mại quan trọng, nơi hàng hóa đến qua Con đường tơ lụa được xuất khẩu sang Đế quốc Ottoman và châu Âu. Hãn quốc Krym có nhiều thành phố lớn như thủ đô Bahçeseray, Gözleve (Yevpatoria), Karasu Bazaar (Karasu-market) và Aqmescit (thánh đường trắng) có nhiều hans (dịch trạm thương đoàn và khu buôn bán), thợ thuộc da và máy xay. Nhiều công trình lớn được xây dựng dưới thời Hãn quốc Krym đã bị phá hủy hoặc bị bỏ rơi trong đổ nát sau cuộc xâm lược của Nga. Các thánh đường Hồi giáo bị phá hủy hoặc cải tạo thành các nhà thờ Chính thống giáo. Những người Tatar Krym sống định cư cũng tham gia vào thương mại, nông nghiệp và thủ công nghiệp. Krym là một trung tâm rượu vang, thuốc lá và trái cây. Các kilim Bahçeseray (thảm phương Đông) được xuất khẩu sang Ba Lan, và những con dao do thợ thủ công người Tatar Krym làm ra được các bộ lạc Kavkaz cho là tốt nhất. Krym cũng nổi tiếng về sản xuất lụa và mật ong.
Việc buôn bán nô lệ (thế kỷ 15–17) từ những người Ukraina và người Nga bị bắt giữ là một trong những nguồn thu nhập chính của giới quý tộc Tartar Krym và Nogai. Trong quá trình này, được gọi là "thu hoạch thảo nguyên", các nhóm đột kích sẽ ra ngoài và bắt giữ, sau đó nô lệ hóa những người nông dân địa phương theo đạo Cơ Đốc sống ở nông thôn. Bất chấp nguy hiểm, nông nô Ba Lan và Nga bị thu hút bởi sự tự do của thảo nguyên trống trải của Ukraine. Các cuộc đột kích bắt nô lệ đi vào văn hóa dân gian Nga và Cossack và nhiều duma (sử thi) được viết để hoài niệm số phận của các nạn nhân. Điều này góp phần tạo nên lòng căm thù đối với Hãn quốc, vượt qua các mối quan tâm chính trị hoặc quân sự. Nhưng trên thực tế, luôn có những cuộc đột kích nhỏ do cả người Tatar và người Cossack thực hiện, theo cả hai hướng. Cuộc đột kích lớn cuối cùng từ Krym được ghi nhận diễn ra dưới triều đại của Pyotr I (1682–1725), nếu không tính đột kích trong Chiến tranh Nga-Thổ Nhĩ Kỳ (1768–1774).

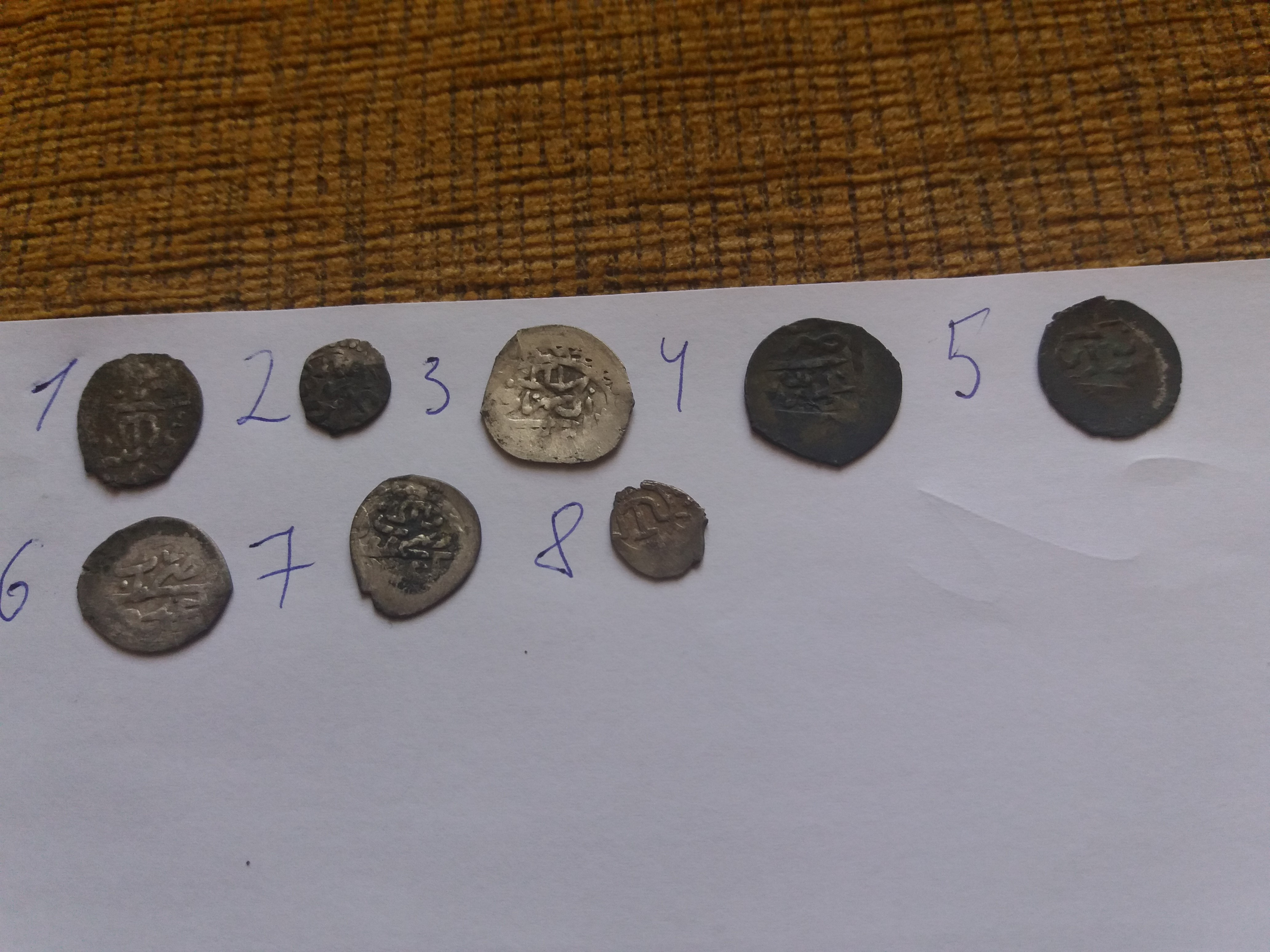
Các akçe (xu bạc) của Krym

## Kiến trúc
Đài phun nước Selim II Giray được xây dựng vào năm 1747, được coi là một trong những kiệt tác thiết kế kỹ thuật thủy lực của Hãn quốc Krym và vẫn còn gây ngạc nhiên trong thời hiện đại. Nó bao gồm các ống gốm nhỏ, bỏ vào trong một đường hầm bằng đá dưới lòng đất, kéo dài đến nguồn suối cách đó hơn 20 mét. Đó là một trong những nguồn nước tốt nhất ở Bakhchisaray.

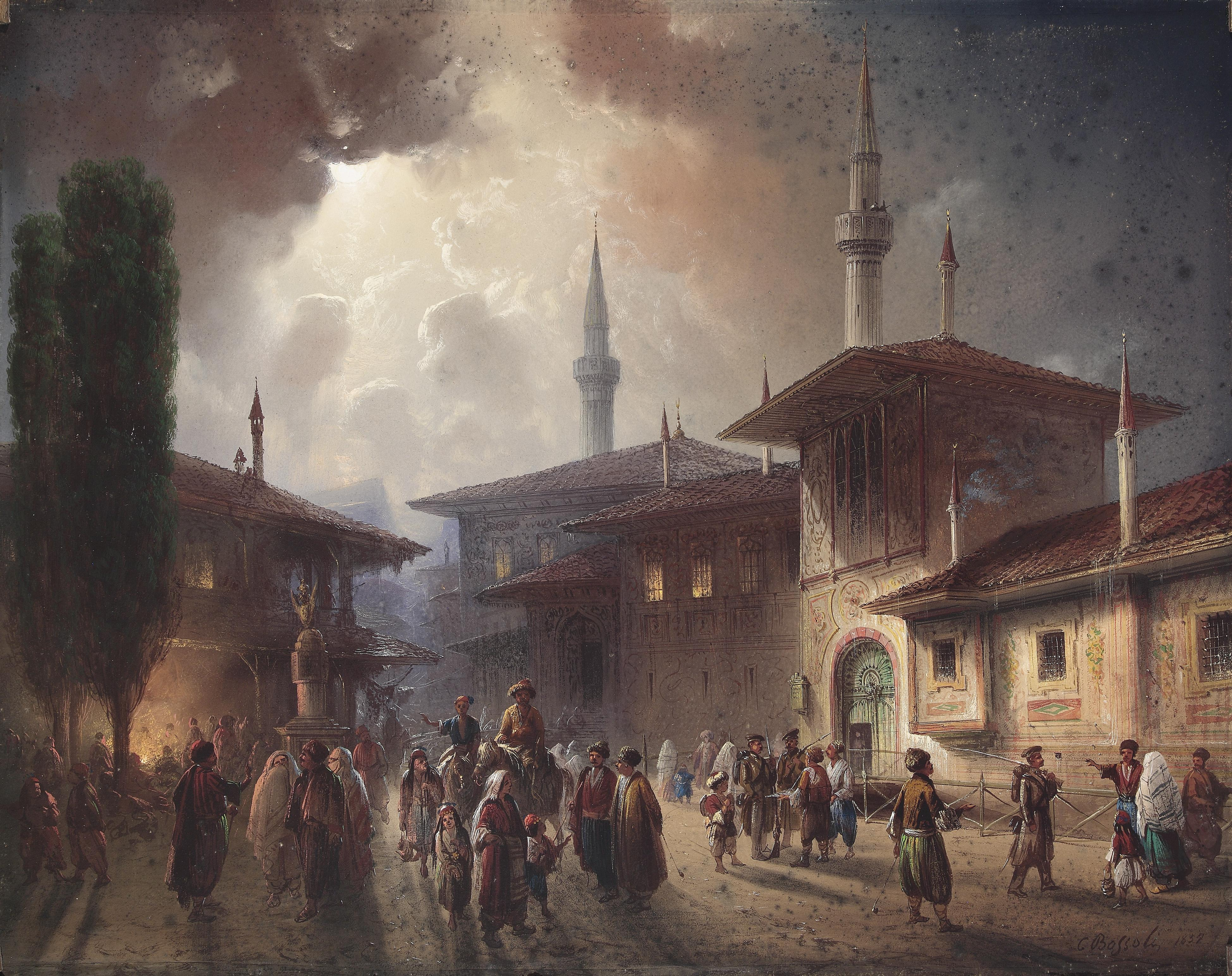
Cung điện của hãn Krym tại Bakhchysaray, của Carlo Bossoli

Một trong những nhà xây dựng đáng chú ý của nghệ thuật và kiến trúc Krym là Qırım Giray, người này vào năm 1764 đã ủy quyền cho bậc thầy đài phun nước Omer từ Ba Tư xây dựng Đài phun nước Bakhchisaray. Đài phun nước Bakhchisaray hay "Đài phun nước Nước mắt" là một trường hợp hiện thực của nghệ thuật mô phỏng cuộc sống. Đài phun nước được biết đến là hiện thân của tình yêu của một trong những hãn Krym cuối cùng là Qırım Giray dành cho người vợ trẻ và nỗi đau của anh sau cái chết trẻ của bà. Hãn được cho là đã yêu một cô gái Ba Lan trong hậu cung của mình. Bất chấp tính cục cằn lãnh đạm trận mạc của mình, ông rất đau buồn và khóc khi bà qua đời, khiến tất cả những người biết ông đều kinh ngạc. Ông đặt làm một đài phun nước bằng đá cẩm thạch, để tảng đá sẽ khóc mãi giống như ông.

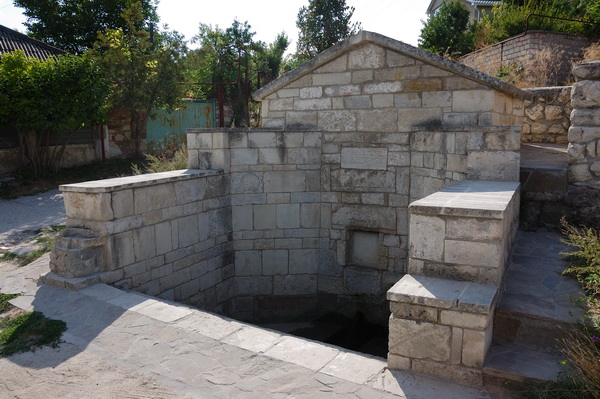
Đài phun nước Selim II Giray
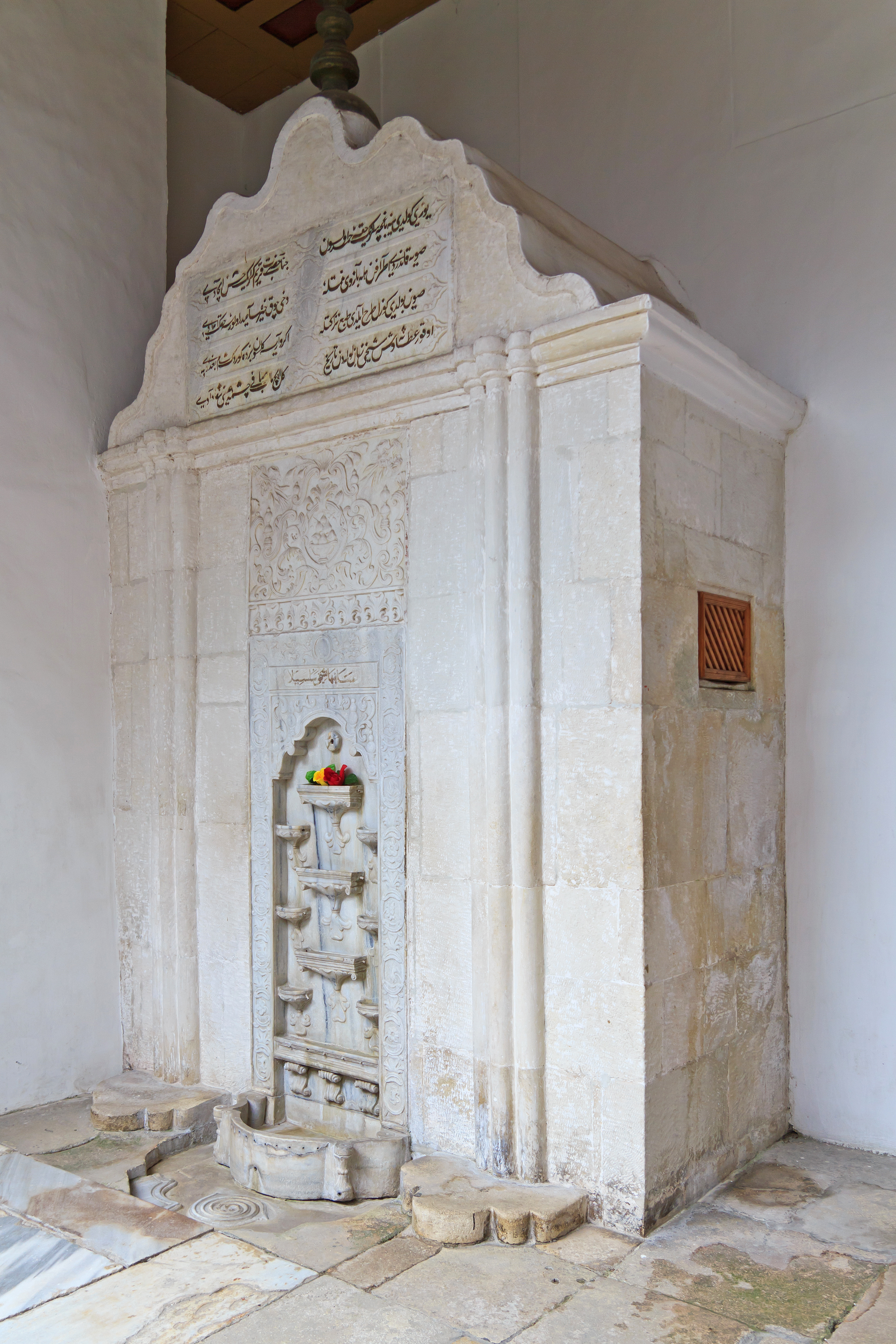
Đài phun nước Bakhchisaray

## Khu vực và hành chính
Chín khu vực bên ngoài Qirim yurt (bán đảo) là:
- Kaztsiv ulus (nằm tại Kuban)
- Bộ lạc Yedychkul
- Bộ lạc Djambayluk
- Bộ lạc Yedisan
- Bộ lạc Budjak
- Palanka Prohnoinsk (có thể cho Quân đoàn Zaporizhia thuê) (nằm tại bán đảo Kinburn)
- Silistra (tỉnh của Ottoman) đôi khi được Bakhchisaray quản lý

Bản thân bán đảo bị chia cắt bởi gia tộc của hãn và một số bey. Một điền trang do bey kiểm soát được gọi là beylik. Các bey trong hãn quốc cũng quan trọng như các magnat của Ba Lan. Trực tiếp thuộc về hãn là Cufut-Qale, Bakhchisaray và Staryi Krym (Eski Qirim). Hãn cũng sở hữu tất cả các hồ muối và các ngôi làng xung quanh chúng, cũng như các khu rừng xung quanh các sông Alma, Kacha và Salgir. Một phần tài sản riêng của ông bao gồm các vùng đất hoang với các khu định cư mới được thành lập tại đó.
Một phần tài sản chính của hãn chính là vùng đất của Kalga, người tiếp theo trong hàng kế vị của gia tộc hãn. Kalga thường quản lý phần phía đông của bán đảo. Kalga cũng là Tổng tư lệnh của Quân đội Krym khi hãn vắng mặt. Vị trí hành chính tiếp theo, được gọi là Nureddin, cũng được giao cho gia tộc của hãn. Người này quản lý khu vực phía tây của bán đảo. Cũng có một vị trí được chỉ định cụ thể cho mẹ hoặc em gái của hãn - Ana-beim - tương tự như tước hiệu Valide Sultan của Ottoman. Chính thất của hãn mang cấp bậc Ulu-beim và có tầm quan trọng tiếp sau Nureddin.
Vào thời kỳ cuối của hãn quốc, quan chức khu vực kaimakan được tạo ra, họ là người quản lý các vùng nhỏ của Hãn quốc Krym.
- Or Qapı (Perekop) có vị thế đặc biệt. Thành trì này do gia tộc hãn hoặc gia tộc của shirin kiểm soát trực tiếp.
- Tỉnh Kefe, chỗ đứng của Ottoman tại Krym cho đến năm 1774
- Tỉnh Silistra, duyên hải phía tây của biển Đen, sau là tỉnh Danube